# سگلو
سگلو (به انگلیسی: Sigloo) یک منطقهٔ مسکونی در پاکستان است که در خیبر پختونخوا واقع شده‌است.